# Rood sterrenmos
Rood sterrenmos (Mnium marginatum) is een soort uit het geslacht sterrenmos (Mnium).

## Determinatie
Rood sterrenmos is veelal rood aangelopen en bezit naar de stengeltop toe geleidelijk langer wordende blaadjes. Hierdoor is het ondanks de zeer variabele bladvorm veelal toch goed in het veld te herkennen.

## Ecologie
Rood sterrenmos komt voor op basenrijke leem, lemige klei, uitgeloogde mergel, boomvoeten en basaltblokken die zijn bedekt met kalkrijk slib. De soort heeft een zeer sterke voorkeur voor een verticaal substraat in een beschaduwde omgeving.

## Verspreiding
In Nederland komt is rood sterrenmos zeldzaam. Het staat op de Nederlandse Rode Lijst in de categorie 'bedreigd'.